# Bezirk Buczacz
Bezirk Buczacz – dawny powiat (Bezirk) kraju koronnego Królestwo Galicji i Lodomerii, funkcjonujący w latach 1854–1867. Siedzibą starostwa było miasto Buczacz.

## Historia
Bezirk Buczacz utworzono w ramach reformy uwłaszczeniowej z okresu Wiosny Ludów (1848–1849), która likwidowała jurysdykcję właściciela ziemskiego nad poddanymi. W Galicji, dominium – jako podstawowa jednostka administracyjna i filar systemu feudalnego straciło rację bytu. Konieczne stało się zatem wprowadzenie nowego systemu administracyjnego, którego zręby powstały w latach 1851–1855. Nowy trójstopniowy podział administracyjny objął 21 cyrkułów (niem. Kreise), 179 małych powiatów (niem. Bezirke) i ponad 6000 gmin (niem. Gemeinde).
Bezirk Buczacz objął obszar o wielkości 6,0 mil², zamieszkany przez 26.517 ludzi i podzielony na 25 gmin katastralnych, w tym jedno miasto (Buczacz) i jedno miasteczko (Potok). Wszedł w skład cyrkułu stanisławowskiego, jako jeden z jego dziesięciu powiatów.
Po nadaniu Galicji autonomii oraz powołaniu samorządu gminnego i powiatowego w 1865 zlikwidowano cyrkuły (Kreise). Dotychczasowe małe powiaty (Bezirke) w liczbie 179, utrzymały się do 1867 roku, kiedy to w następstwie kolejnej reformy administracyjnej (23 stycznia 1867) zostały zastąpione przez 74 większych powiatów. Obszar zniesionego Bezirk Buczacz wszedł wtedy w całości w skład nowego powiatu buczackiego.

## Podział administracyjny (1854)
| Lp. | Gmina jednostkowa       | Powierzchnia | Ludność | Powiat w 1867 po zniesieniu |
| --- | ----------------------- | ------------ | ------- | --------------------------- |
| 1   | Buczacz (M)             | 3055         | 6683    | buczacki                    |
| 2   | Dźwinogród              | 870          | 643     | buczacki                    |
| 3   | Hubin                   | 2050         | 589     | buczacki                    |
| 4   | Kościelniki             | 2600         | 693     | buczacki                    |
| 5   | Kośmierzyn              | 3060         | 653     | buczacki                    |
| 6   | Leszczańce              | 2975         | 763     | buczacki                    |
| 7   | Nagórzanka              | 4015         | 1255    | buczacki                    |
| 8   | Podzameczek z Podlesiem | 725          | 852     | buczacki                    |
| 9   | Porchowa                | 4560         | 1333    | buczacki                    |
| 10  | Potok (m)               | 3555         | 2164    | buczacki                    |
| 11  | Przewłoka z Zalesiem    | 4390         | 1756    | buczacki                    |
| 12  | Rukomysz                | 570          | 303     | buczacki                    |
| 13  | Rusiłów                 | 1200         | 396     | buczacki                    |
| 14  | Ścianka                 | 3635         | 1092    | buczacki                    |
| 15  | Skomorochy              | 2510         | 769     | buczacki                    |
| 16  | Snowidów                | 2650         | 986     | buczacki                    |
| 17  | Sokołów                 | 4150         | 1284    | buczacki                    |
| 18  | Sokulec                 | 340          | 170     | buczacki                    |
| 19  | Soroki                  | 3180         | 697     | buczacki                    |
| 20  | Wonicz                  | 1460         | 461     | buczacki                    |
| 21  | Woziłów                 | 1460         | 461     | buczacki                    |
| 22  | Zielona                 | 1660         | 581     | buczacki                    |
| 23  | Zubrzec                 | 3340         | 1136    | buczacki                    |
| 24  | Żurawińce               | 1070         | 497     | buczacki                    |
| 25  | Żyźnomierz              | 3055         | 761     | buczacki                    |

Objaśnienie:
(M) = miasto; (m) = miasteczko